# Cantón de Figeac-Este
El cantón de Figeac-Este era una división administrativa francesa, que estaba situada en el departamento de Lot y la región de Mediodía-Pirineos.

## Composición
El cantón estaba formado por doce comunas, más una fracción de la comuna que le daba su nombre:
- Bagnac-sur-Célé
- Cuzac
- Felzins
- Figeac (fracción)
- Lentillac-Saint-Blaise
- Linac
- Lunan
- Montredon
- Prendeignes
- Saint-Félix
- Saint-Jean-Mirabel
- Saint-Perdoux
- Viazac

## Supresión del cantón de Figeac-Este
En aplicación del Decreto nº 2014-154 de 13 de febrero de 2014, el cantón de Figeac-Este fue suprimido el 22 de marzo de 2015 y sus 13 comunas pasaron a formar parte del nuevo cantón de Figeac-2.